# Loode-Peipsi
Loode-Peipsi este o arie protejată (arie de protecție specială avifaunistică — SPA) din Estonia întinsă pe o suprafață de 1.715,1 ha, integral pe uscat.

## Localizare
Centrul sitului Loode-Peipsi este situat la coordonatele 58°46′19″N 27°03′06″E / 58.7719°N 27.0517°E.

## Înființare
Situl Loode-Peipsi a fost declarat arie de protecție specială avifaunistică în aprilie 2004 pentru a proteja 8 specii de animale.

## Biodiversitate
Situată în ecoregiunea boreală, aria protejată nu include niciun habitat protejat.
La baza desemnării sitului se află mai multe specii protejate de  păsări (8): rață fluierătoare (Anas penelope), gârliță mare (Anser albifrons), gâscă de semănătură (Anser fabalis), Bucephala clangula, Cygnus columbianus bewickii, lebădă de iarnă (Cygnus cygnus), corcodel-cu-gât-roșu (Podiceps grisegena), lăstun de mal (Riparia riparia).
Pe lângă speciile protejate, pe teritoriul sitului au mai fost identificate 1 specie de pești.